# Sistema di recupero terra-aria Fulton

Principio di funzionamento di metodo Fulton

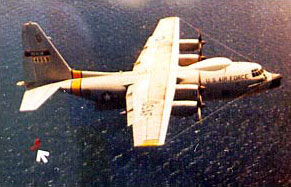
Un aereo Lockheed MC-130 "Combat Talon I" impegnato in una missione di recupero clandestina di un agente segreto mediante il cosiddetto "metodo Fulton" (1950)

Il sistema di recupero terra-aria Fulton (Fulton surface-to-air recovery system, sigla: STARS), o sistema di recupero Fulton, o semplicemente sistema Fulton, è un sistema impiegato da CIA, USAF e USN per il recupero di persone da terra a bordo di un velivolo MC-130E Combat Talon I.
Il sistema prevede l'ascesa da terra per mezzo di un pallone auto-gonfiabile al quale l'individuo è legato tramite imbracatura: una volta arrivato alla giusta quota un MC-130E aggancia il pallone con un giogo a forma di V, e la persona è tirata a bordo. Alla fune che collega il pallone all'individuo, per i recuperi alla luce del giorno o di notte, vengono applicati rispettivamente bandierine rosse o luci che aiutano il pilota nella manovra. Esistono kit di recupero per una e due persone.
Il sistema Fulton è stato sviluppato dall'inventore Robert Edison Fulton Jr. per la CIA agli inizi degli anni cinquanta. Rappresenta un'evoluzione di un sistema simile a quello impiegato durante la seconda guerra mondiale dalle forze alleate. Inizialmente infatti il sistema non prevedeva l'uso di un pallone: due pali venivano posizionati sul terreno e la persona da recuperare si posizionava tra i due attaccata al cavo che correva da una parte all'altra dell'estremità dei pali. Un velivolo, solitamente un C-47 Skytrain, lasciava pendere un uncino che agganciava la fune e insieme ad essa tirava su l'individuo.

## Il sistema Skyhook
Gli esperimenti in questo campo iniziarono insieme a CIA e USAF nel 1950. Usando un pallone sonda, una fune di nylon e un peso di 10-15 libbre Fulton fece numerosi tentativi di sollevamento per cercare di sviluppare una procedura fattibile. Quando ci riuscì, scattò delle fotografie della manovra con l'aiuto di suo figlio, e mostrò le pellicole all'ammiraglio Luis de Florez, che divenne il primo direttore della ricerca tecnologica alla CIA. Vedendo che il programma poteva essere ben utilizzato in campo militare, de Florez mise in contatto Fulton con l'Office of Naval Research (ONR). Grazie all'interesse di de Florez, Fulton firmò un contratto di sviluppo propostogli dalla Air Programs Division dell'ONR.
Dopo pochi anni Fulton ottimizzò l'equipaggiamento per il sistema di recupero. A El Centro, in California, fece numerosi voli sopra il deserto del Colorado con un P-2 Neptune della Marina statunitense. Incrementò gradualmente il peso attaccato al pallone finché la fune di nylon si strappò. Una nuova fune di nylon intrecciato capace di resistere a 1.800 kgf risolse il problema.

## Influenza popolare
- Nel videogioco Metal Gear Solid 3: Snake Eater, il personaggio Naked Snake utilizza il Sistema Fulton dopo il fallimento della Missione Virtuosa. Nei videogiochi Metal Gear Solid: Peace Walker e Metal Gear Solid V: The Phantom Pain, invece, Big Boss impiega il Sistema Fulton per recuperare prigionieri e soldati nemici.
- Nel gioco Battlefield 4, in una missione i protagonisti vengono recuperati tramite il Sistema Fulton.
- Il sistema Fulton è visibile in diversi film tra i quali Berretti verdi, Agente 007 - Thunderball (Operazione tuono), Il cavaliere oscuro e Base Artica Zebra con un aereo del tipo Phantom non adatto nella realtà a questo tipo di recupero.
- Il sistema Fulton viene impiegato nel gioco Call of Duty: Black Ops Cold War.